# TCB Beteiligungsgesellschaft
Die TCB Beteiligungsgesellschaft mbH mit Sitz in Frankfurt (Oder) ist eine Holding in der Brauerei-Branche.
TCB belegt 2023 den 4. Platz unter den Brauereigruppen in Deutschland und den 30. Platz weltweit (nach Bierausstoß). 2023 wurden rund 5,80 Mio. Hektoliter gebraut.

## Geschichte
Das Unternehmen wurde 2001 in Berlin gegründet. 2003 wurde das Frankfurter Brauhaus übernommen. Zwei Jahre später wurde ebenfalls in Frankfurt (Oder) die Viaplast GmbH gegründet. Das Unternehmen ist auf die Herstellung von PET-Flaschen spezialisiert. 2006 folgte eine weitere Übernahme, die französische Brasserie Champigneulles wurde erworben. Die TCB Beteiligungsgesellschaft verlegte 2009 ihren Sitz nach Frankfurt (Oder). Die nächste Übernahme erfolgte 2011, als die Dresdner Feldschlößchen-Brauerei erworben wurde. Zum Jahreswechsel 2015/2016 wurde zusätzlich die Gilde Brauerei in Hannover übernommen. Seit 2022 betreibt TCB in den USA unter dem Namen „Gilde1546“ eine kleine Brauerei mit angeschlossenem Gasthof in Charlotte, North Carolina.

## Sponsoring
Über seine Tochterunternehmen und Marken ist und war TCB im Sponsoring aktiv, unter anderem ab der Saison 2021 als Namenssponsor der German Football League sowie von German Bowl XLII unter dem Namen seiner Hard Seltzer Marke „Sharkwater“. Mit Einstellung der Marke 2022 stieg TCB mitten in der Saison aus dem laufenden Vertrag aus.

## Konzernunternehmen
Zur TCB Beteiligungsgesellschaft gehören folgende Unternehmen:
- TCB Beverages GmbH, Frankfurt (Oder)
- Viaplast GmbH, Frankfurt (Oder)
- SAS Brasserie Champigneulles, Champigneulles, Frankreich
- Brauserv sp. z o. o., Poznań, Polen
- Frankfurter Brauhaus GmbH, Frankfurt (Oder)
- Dresdner Getränkelogistik GmbH, Dresden
- Feldschlößchen Aktiengesellschaft, Dresden
- Feldschlößchen Vertriebsgesellschaft, Dresden
- Dresdner Getränke-Kontor GmbH, Dresden
- LogiSax GmbH, Dresden
- Gilde Brauerei GmbH, Hannover
- Gilde Vertriebsgesellschaft mbH, Hannover